# Windows Journal
Windows Journal là một ứng dụng ghi chú đã ngừng sản xuất, được tạo bởi Microsoft và được bao gồm trong Windows XP Tablet PC Edition cũng như các phiên bản chọn lọc của Windows Vista trở lên. Nó cho phép người dùng tạo và sắp xếp các ghi chú và bản vẽ viết tay, và lưu chúng trong tệp.JNT hoặc xuất chúng ở định dạng TIFF. Nó có thể sử dụng chuột máy tính thông thường để soạn một ghi chú viết tay, cũng như máy tính bảng đồ họa hoặc Máy tính bảng.

## Định dạng JNT
Microsoft đã không cung cấp tài liệu nào cho định dạng tệp .JNT độc quyền của mình, điều này gây khó khăn hoặc không thể cho các nhà phát triển hoặc nhà xuất bản phần mềm khác đọc hoặc ghi tệp.JNT. Do đó, các chương trình khác không thể nhập tệp Windows Tạp chí. Không thể có ứng dụng của bên thứ ba sử dụng trực tiếp các tệp được tạo bằng Windows Journal. Các tệp.JNT phải được chuyển đổi sang các định dạng khác, chẳng hạn như XML với Thành phần bổ sung của Trình đọc tạp chí, để sử dụng các ứng dụng bên ngoài.

## Trình xem Tạp chí Windows
Windows Journal Viewer, cũng được tạo bởi Microsoft, cho phép xem các ghi chú của Windows Journal (tệp.JNT) trên các hệ thống khác mà không cần phần mềm Tablet PC. Phiên bản được phát hành gần đây nhất. vẫn có sẵn cho Windows 2000, Windows XP và Windows Server 2003.

## Ngừng
Windows Journal không được cập nhật rõ ràng sau khi được giới thiệu và cuối cùng trở nên lỗi thời, mặc dù nó đã được kiểm tra tính tương thích trong suốt quá trình phát triển các phiên bản Windows mới và được vá các lỗ hổng bảo mật như gần đây vào tháng 5 năm 2016. Windows Journal có sẵn trong tháng 7 gốc Bản phát hành năm 2015 của Windows 10 và Bản cập nhật tháng 11, nhưng nó đã bị xóa trong "Bản cập nhật kỷ niệm" mùa hè 2016. Tất cả các tính năng của nó đều có sẵn trong OneNote, được tích hợp vào Windows 10. OneNote không hỗ trợ các tệp.JNT, nhưng Microsoft cung cấp khả năng cài đặt lại Tạp chí  và một công cụ để chuyển đổi các tệp Nhật ký thành các tệp OneNote. Vào ngày 12 tháng 7 năm 2016, Microsoft đã phát hành một bản vá (KB3170735) cho Windows 7 và Windows 8.1 để thông báo cho người dùng về sự phát triển của Windows Journal trong tương lai. Vào ngày 9 tháng 8 năm 2016, Microsoft đã phát hành một bản vá khác (KB3161102) để xóa Windows Journal khỏi Windows 7 và Windows 8.1 do định dạng tệp Tạp chí Windows (Nhật ký tệp hoặc JNT) dễ bị khai thác bảo mật.